# تی‌سی‌ای‌پی
تی‌سی‌ای‌پی (به انگلیسی: TCEP) یک ترکیب شیمیایی با شناسه پاب‌کم ۱۱۹۴۱۱ است.